# Huisseau-sur-Mauves
Huisseau-sur-Mauves è un comune francese di 1 691 abitanti situato nel dipartimento del Loiret nella regione del Centro-Valle della Loira.

## Società

### Evoluzione demografica
Abitanti censiti